# Кезенсу
Кезенсу́ (каз. Кезенсу) — село у складі Жарминського району Абайської області Казахстану. Входить до складу Шарської міської адміністрації.
Населення — 156 осіб (2021; 313 у 2009, 592 у 1999, 1305 у 1989).
Національний склад станом на 1989 рік:
- казахи — 100 %